# Bahnstrecke Berlin–Küstrin-Kietz Grenze
| Das Bahnhofsgebäude in Müncheberg stammt aus der Eröffnungszeit der Strecke im Jahr 1868 | |                                               |                                               |
| Streckenverlauf | |                                               |                                               |
| Streckennummer (DB): | 6006 S-Bahn Berlin–Strausberg 6078 Fernbahn Berlin–Kostrzyn |                                               |                                               |
| Kursbuchstrecke (DB): | 200.50 Berlin–Strausberg 209.26 Berlin–Kostrzyn |                                               |                                               |
| Kursbuchstrecke: | 115 (Gesamt) 95b (S-Bahn bis Mahlsdorf) 94b (S-Bahn auf Fernbahngleisen bis Strausberg) jeweils 1934 128 (Gesamt) 101b (Wriezener Bf – Lichtenberg) 100g (Schlesischer Bf – Ostkreuz) 101a (Mahlsdorf – Strausberg) 101 (S-Bahn Schlesischer Bf – Hoppegarten) 100d (S-Bahn Schlesischer Bf – Ostkreuz) jeweils 1946 |                                               |                                               |
| Streckenlänge: | 82,5 km |                                               |                                               |
| Spurweite: | 1435 mm (Normalspur) |                                               |                                               |
| Streckenklasse: | D4 C3 (Küstrin-Kietz Gr–Kostrzyn) |                                               |                                               |
| Stromsystem: | S-Bahn: 750 V = |                                               |                                               |
| Stromsystem: | Berlin-Lichtenberg–Biesdorfer Kreuz Süd-Ost 15 kV 16,7 Hz ~ |                                               |                                               |
| Streckengeschwindigkeit: | 120 km/h |                                               |                                               |
| Zugbeeinflussung: | Fernbahn: PZB S-Bahn: ZBS |                                               |                                               |
| Zweigleisigkeit: | Fernbahn: Berlin-Lichtenberg–Biesdorfer Kreuz West Herrensee–Rehfelde Trebnitz (Mark) Üst–Seelow-Gusow Küstrin-Kietz–Küstrin-Kietz Grenze S-Bahn: Berlin–Hoppegarten |                                               |                                               |
| | |                                               |                                               |
| \| \| \| Berliner Stadtbahn von Friedrichstraße \| \| \| \| \| Berlin Ostbahnhof \| \| \| \| 0,000 \| Berlin Ostbahnhof (alt) / Wriezener Bahnhof \| Berlin Ostbahnhof (alt) / Wriezener Bahnhof \| \| \| \| Berlin Warschauer Straße \| \| \| \| \| Anschluss Bahnbetriebswerk Warschauer Str \| \| \| \| \| zur Ringbahn \| \| \| \| \| Berlin Ostkreuz Ringbahn \| \| \| \| \| nach Frankfurt (Oder) \| \| \| \| \| Verbindung Ringbahn–Rummelsburg \| \| \| \| 3,400 \| Berlin Nöldnerplatz \| Berlin Nöldnerplatz \| \| \| \| von der Ringbahn \| \| \| \| 4,440 \| Berlin-Lichtenberg \| Berlin-Lichtenberg \| \| \| \| nach Werneuchen \| \| \| \| 6,192 \| Berlin-Friedrichsfelde Ost \| Berlin-Friedrichsfelde Ost \| \| \| 6,200 \| Abzw Biesdorfer Kreuz West zum Außenring \| Abzw Biesdorfer Kreuz West zum Außenring \| \| \| \| \| \| \| \| \| \| \| \| \| 7,000 \| Abzw Biesdorfer Kreuz S-Bahn nach Springpfuhl \| Abzw Biesdorfer Kreuz S-Bahn nach Springpfuhl \| \| \| \| Biesdorfer Kreuz Außenring \| \| \| \| 7,700 \| Abzw Biesdorfer Kreuz Süd-Ost zum Außenring \| Abzw Biesdorfer Kreuz Süd-Ost zum Außenring \| \| \| 8,500 \| Abzw Biesdorfer Kreuz Ost vom Außenring \| Abzw Biesdorfer Kreuz Ost vom Außenring \| \| \| 8,650 \| Berlin-Biesdorf \| Berlin-Biesdorf \| \| \| \| von Rummelsburg (jetzt U-Bahn) \| \| \| \| 9,940 \| Berlin Wuhletal \| Berlin Wuhletal \| \| \| 10,80011,700 \| Berlin-Kaulsdorf \| Berlin-Kaulsdorf \| \| \| 12,400 \| Berlin-Mahlsdorf \| Berlin-Mahlsdorf \| \| \| \| Landesgrenze Berlin / Brandenburg \| \| \| \| 14,880 \| Birkenstein \| Birkenstein \| \| \| 16,600 \| Hoppegarten (Mark) \| Hoppegarten (Mark) \| \| \| \| \| \| \| \| \| Anschluss Altlandsberger Kleinbahn \| \| \| \| 18,552 \| Neuenhagen (b Berlin) \| Neuenhagen (b Berlin) \| \| \| 21,200 \| Fredersdorf Rbf \| Fredersdorf Rbf \| \| \| 22,6+190 \| Fredersdorf (b Berlin) \| Fredersdorf (b Berlin) \| \| \| 22,6+200,922,8+0,0 \| \| \| \| \| \| nach Rüdersdorf \| \| \| \| 24,670 \| Petershagen Nord \| Petershagen Nord \| \| \| \| Anschluss Strausberger Eisenbahn \| \| \| \| 27,600 \| Strausberg \| Strausberg \| \| \| \| nach Strausberg Nord \| \| \| \| \| nach Herzfelde \| \| \| \| 31,250 \| Herrensee \| Herrensee \| \| \| 33,700 \| Rehfelde \| Rehfelde \| \| \| 41,160 \| Rotes Luch \| Rotes Luch \| \| \| 45,800 \| Müncheberg (Mark) \| Müncheberg (Mark) \| \| \| \| Buckower Kleinbahn \| \| \| \| \| Müncheberger Kleinbahn \| \| \| \| 50,647 \| Obersdorf \| Obersdorf \| \| \| 53,951 \| Trebnitz (Mark) \| Trebnitz (Mark) \| \| \| 53,951 \| \| \| \| \| 58,444 \| Alt Rosenthal \| Alt Rosenthal \| \| \| 63,500 \| Seelow-Gusow \| Seelow-Gusow \| \| \| 67,332 \| Werbig Eberswalde–Frankfurt (Oder) \| Werbig Eberswalde–Frankfurt (Oder) \| \| \| \| von Letschin \| \| \| \| 68,300 \| Werbig Gbf \| Werbig Gbf \| \| \| \| Bahnstrecke Fürstenwalde–Wriezen \| \| \| \| \| von Dolgelin \| \| \| \| 74,460 \| Golzow (Oderbruch) \| Golzow (Oderbruch) \| \| \| 77,100 \| Gorgast \| Gorgast \| \| \| \| Alte Oder \| \| \| \| \| von und nach Frankfurt (Oder) \| \| \| \| 80,990 \| Küstrin-Kietz \| Küstrin-Kietz \| \| \| 82,200 \| Odervorfluter \| Odervorfluter \| \| \| 82,490 \| Küstrin Altstadt \| Küstrin Altstadt \| \| \| 82,856 \| Oderbrücke, Staatsgrenze Deutschland / Polen \| Oderbrücke, Staatsgrenze Deutschland / Polen \| \| \| \| nach Kostrzyn \| \| | |                                               |                                               |
| | | Berliner Stadtbahn von Friedrichstraße        |                                               |
| S-Bahnhof | | Berlin Ostbahnhof                             | Berlin Ostbahnhof                             |
| Strecke · Kopfbahnhof Streckenanfang (Strecke außer Betrieb) | 0,000 | Berlin Ostbahnhof (alt) / Wriezener Bahnhof   | Berlin Ostbahnhof (alt) / Wriezener Bahnhof   |
| S-Bahnhof · Strecke (außer Betrieb) | | Berlin Warschauer Straße                      | Berlin Warschauer Straße                      |
| Strecke · Abzweig ehemals geradeaus und von links | | Anschluss Bahnbetriebswerk Warschauer Str     | Anschluss Bahnbetriebswerk Warschauer Str     |
| Abzweig geradeaus, nach rechts und ehemals nach links · Kreuzung geradeaus unten (Querstrecke außer Betrieb) | | zur Ringbahn                                  | zur Ringbahn                                  |
| Turm-S-Bahnhof geradeaus unten · Turmbahnhof geradeaus unten | | Berlin Ostkreuz Ringbahn                      | Berlin Ostkreuz Ringbahn                      |
| Abzweig geradeaus und nach rechts · Strecke | | nach Frankfurt (Oder)                         | nach Frankfurt (Oder)                         |
| Kreuzung geradeaus unten · Kreuzung geradeaus unten | | Verbindung Ringbahn–Rummelsburg               | Verbindung Ringbahn–Rummelsburg               |
| S-Bahnhof · Strecke | 3,400 | Berlin Nöldnerplatz                           | Berlin Nöldnerplatz                           |
| Strecke · Abzweig geradeaus und von links | | von der Ringbahn                              | von der Ringbahn                              |
| S-Bahnhof · Bahnhof | 4,440 | Berlin-Lichtenberg                            | Berlin-Lichtenberg                            |
| Strecke · Abzweig geradeaus und ehemals nach links | | nach Werneuchen                               | nach Werneuchen                               |
| S-Bahn-Halt · Strecke | 6,192 | Berlin-Friedrichsfelde Ost                    | Berlin-Friedrichsfelde Ost                    |
| Kreuzung geradeaus unten · Abzweig geradeaus, nach links und nach rechts | 6,200 | Abzw Biesdorfer Kreuz West zum Außenring      | Abzw Biesdorfer Kreuz West zum Außenring      |
| Strecke nach halblinks · Strecke nach halbrechts | |                                               |                                               |
| Strecke von halblinks · Strecke von halbrechts | |                                               |                                               |
| Strecke · Abzweig geradeaus und nach links | 7,000 | Abzw Biesdorfer Kreuz S-Bahn nach Springpfuhl | Abzw Biesdorfer Kreuz S-Bahn nach Springpfuhl |
| Kreuzung geradeaus unten · Kreuzung geradeaus unten | | Biesdorfer Kreuz Außenring                    | Biesdorfer Kreuz Außenring                    |
| Abzweig geradeaus und nach rechts · Strecke | 7,700 | Abzw Biesdorfer Kreuz Süd-Ost zum Außenring   | Abzw Biesdorfer Kreuz Süd-Ost zum Außenring   |
| Abzweig geradeaus, von links und von rechts · Kreuzung geradeaus unten | 8,500 | Abzw Biesdorfer Kreuz Ost vom Außenring       | Abzw Biesdorfer Kreuz Ost vom Außenring       |
| Strecke · S-Bahn-Halt | 8,650 | Berlin-Biesdorf                               | Berlin-Biesdorf                               |
| Abzweig geradeaus und ehemals von rechts · Strecke | | von Rummelsburg (jetzt U-Bahn)                | von Rummelsburg (jetzt U-Bahn)                |
| Strecke · S-Bahnhof | 9,940 | Berlin Wuhletal                               | Berlin Wuhletal                               |
| Dienststation / Betriebs- oder Güterbahnhof · S-Bahnhof | 10,80011,700 | Berlin-Kaulsdorf                              | Berlin-Kaulsdorf                              |
| Haltepunkt / Haltestelle · S-Bahnhof | 12,400 | Berlin-Mahlsdorf                              | Berlin-Mahlsdorf                              |
| Grenze · Grenze | | Landesgrenze Berlin / Brandenburg             | Landesgrenze Berlin / Brandenburg             |
| Strecke · S-Bahn-Halt | 14,880 | Birkenstein                                   | Birkenstein                                   |
| Dienststation / Betriebs- oder Güterbahnhof · S-Bahnhof | 16,600 | Hoppegarten (Mark)                            | Hoppegarten (Mark)                            |
| Abzweig geradeaus und ehemals nach links · Abzweig geradeaus und ehemals von rechts | |                                               |                                               |
| Strecke · Abzweig geradeaus und ehemals von links | | Anschluss Altlandsberger Kleinbahn            | Anschluss Altlandsberger Kleinbahn            |
| Strecke · S-Bahn-Halt | 18,552 | Neuenhagen (b Berlin)                         | Neuenhagen (b Berlin)                         |
| ehemaliger Dienststation / Betriebs- oder Güterbahnhof · Strecke | 21,200 | Fredersdorf Rbf                               | Fredersdorf Rbf                               |
| Dienststation / Betriebs- oder Güterbahnhof · S-Bahnhof | 22,6+190 | Fredersdorf (b Berlin)                        | Fredersdorf (b Berlin)                        |
| Kilometer-Wechsel · Strecke | 22,6+200,922,8+0,0 |                                               |                                               |
| Abzweig geradeaus und nach rechts · Strecke | | nach Rüdersdorf                               | nach Rüdersdorf                               |
| Strecke · S-Bahn-Halt | 24,670 | Petershagen Nord                              | Petershagen Nord                              |
| Abzweig geradeaus und ehemals nach links · Kreuzung (Querstrecke außer Betrieb) | | Anschluss Strausberger Eisenbahn              | Anschluss Strausberger Eisenbahn              |
| Bahnhof · S-Bahnhof | 27,600 | Strausberg                                    | Strausberg                                    |
| Abzweig geradeaus und nach links · Abzweig quer und nach links | | nach Strausberg Nord                          | nach Strausberg Nord                          |
| Abzweig geradeaus und ehemals nach rechts | | nach Herzfelde                                | nach Herzfelde                                |
| | 31,250 | Herrensee                                     | Herrensee                                     |
| Bahnhof | 33,700 | Rehfelde                                      | Rehfelde                                      |
| ehemaliger Bahnhof | 41,160 | Rotes Luch                                    | Rotes Luch                                    |
| Bahnhof | 45,800 | Müncheberg (Mark)                             | Müncheberg (Mark)                             |
| Abzweig geradeaus und nach links | | Buckower Kleinbahn                            | Buckower Kleinbahn                            |
| Abzweig geradeaus und ehemals nach rechts | | Müncheberger Kleinbahn                        | Müncheberger Kleinbahn                        |
| Haltepunkt / Haltestelle | 50,647 | Obersdorf                                     | Obersdorf                                     |
| Haltepunkt / Haltestelle | 53,951 | Trebnitz (Mark)                               | Trebnitz (Mark)                               |
| Überleitstelle / Spurwechsel | 53,951 |                                               |                                               |
| Haltepunkt / Haltestelle | 58,444 | Alt Rosenthal                                 | Alt Rosenthal                                 |
| Bahnhof | 63,500 | Seelow-Gusow                                  | Seelow-Gusow                                  |
| Turmhaltepunkt geradeaus unten | 67,332 | Werbig Eberswalde–Frankfurt (Oder)            | Werbig Eberswalde–Frankfurt (Oder)            |
| Abzweig geradeaus und von links | | von Letschin                                  | von Letschin                                  |
| Dienststation / Betriebs- oder Güterbahnhof | 68,300 | Werbig Gbf                                    | Werbig Gbf                                    |
| Kreuzung geradeaus unten (Querstrecke außer Betrieb) | | Bahnstrecke Fürstenwalde–Wriezen              | Bahnstrecke Fürstenwalde–Wriezen              |
| Abzweig geradeaus und ehemals von rechts | | von Dolgelin                                  | von Dolgelin                                  |
| Haltepunkt / Haltestelle | 74,460 | Golzow (Oderbruch)                            | Golzow (Oderbruch)                            |
| Bahnhof | 77,100 | Gorgast                                       | Gorgast                                       |
| Brücke über Wasserlauf | | Alte Oder                                     | Alte Oder                                     |
| Abzweig geradeaus, ehemals nach rechts und ehemals von rechts | | von und nach Frankfurt (Oder)                 | von und nach Frankfurt (Oder)                 |
| Bahnhof | 80,990 | Küstrin-Kietz                                 | Küstrin-Kietz                                 |
| Brücke über Wasserlauf | 82,200 | Odervorfluter                                 | Odervorfluter                                 |
| ehemaliger Bahnhof | 82,490 | Küstrin Altstadt                              | Küstrin Altstadt                              |
| Grenze auf Brücke über Wasserlauf | 82,856 | Oderbrücke, Staatsgrenze Deutschland / Polen  | Oderbrücke, Staatsgrenze Deutschland / Polen  |
| | | nach Kostrzyn                                 |                                               |

Die Bahnstrecke Berlin–Küstrin-Kietz Grenze ist eine Hauptbahn in Berlin und Brandenburg. Sie ist der nach 1945 in Deutschland verbliebene Teil der Königlich Preußischen Ostbahn. Die Strecke verlor aufgrund der Grenzziehung nach dem Zweiten Weltkrieg erheblich an Bedeutung. Die 1867 eröffnete, ehemals zweigleisige Strecke, ist seit den 1940er Jahren überwiegend eingleisig und – bis auf einen kurzen Abschnitt in Berlin – nicht elektrifiziert. Von Berlin nach Strausberg verläuft parallel zum Ferngleis eine elektrifizierte Vorortstrecke der S-Bahn Berlin.

## Geschichte

### Vorgeschichte und Bau
Ideen für eine Bahnstrecke von Berlin über Strausberg nach Osten hatte es bereits in den 1840er Jahren gegeben. Der Strausberger Magistrat hatte schon 1844 beschlossen, entsprechende Ländereien unentgeltlich zur Verfügung zu stellen. Der preußische Minister für Handel, Gewerke und öffentliche Arbeiten erließ 1853 einen Beschluss, die Planung der Strecke zu beschleunigen. Vorgesehen war damals eine Strecke über Altlandsberg, Strausberg und Buckow nach Cüstrin (damalige Schreibung von Küstrin). Diese Pläne wurden zunächst nicht verwirklicht.
Im Jahr 1857 war durch die Königliche Direktion der Ostbahn eine durchgehende Verbindung von Frankfurt (Oder) über Küstrin und Königsberg, 1860 weiter bis zur preußisch-russischen Grenze bei Eydtkuhnen fertiggestellt worden. Den Anschluss von Berlin nach Frankfurt (Oder) stellte die Niederschlesisch-Märkische Eisenbahn her. Die Königliche Ostbahn war die erste komplett unter Staatsregie gebaute Eisenbahn in Preußen. Sie vermittelte zum einen den Verkehr von Berlin und den westlich davon gelegenen Gebieten in die östlichen Provinzen des Landes, hatte zum anderen auch eine erhebliche strategische Bedeutung.
Der starke Verkehr der Ostbahn und der Niederschlesisch-Märkischen-Bahn zwischen Berlin und Frankfurt (Oder) ließ sich jedoch auf Dauer nicht mehr bewältigen und die Pläne für eine direkte Bahnstrecke zwischen Berlin und Küstrin lebten 1861 erneut auf. Hierbei wurde aus Kostengründen statt den ursprünglichen Planungen die direkte Route unter Umgehung der Städte Strausberg, Altlandsberg und Buckow gewählt, was in den betroffenen Städten zu Protesten führte.
Die Königliche Ostbahn-Direktion bei den Königlich Preußischen Staatseisenbahnen bestand bei den Planungen auf einem separaten Bahnhof in Berlin nördlich des Schlesischen Bahnhofs für den Personenverkehr. Für den Güterverkehr sollte der bisherige Güterbahnhof der Schlesischen Bahn auf der Nordseite der Gleisanlagen genutzt werden und die Schlesische Bahn stattdessen einen neuen Güterbahnhof auf der Südseite der Gleise erhalten. Der Berliner Magistrat hatte einen weiteren Bahnhofsbau in diesem Gebiet zunächst abgelehnt. Die Mittel in Höhe von 5,6 Millionen Talern für den Bau der Strecke und des Bahnhofs der Ostbahn waren bereits 1862 bewilligt worden, jedoch erst 1866 genehmigte der preußische Handelsminister, dass das Tor in der Stadtmauer für die Frankfurter Bahn erweitert werden und auch die Gleise der Ostbahn aufnehmen konnte.

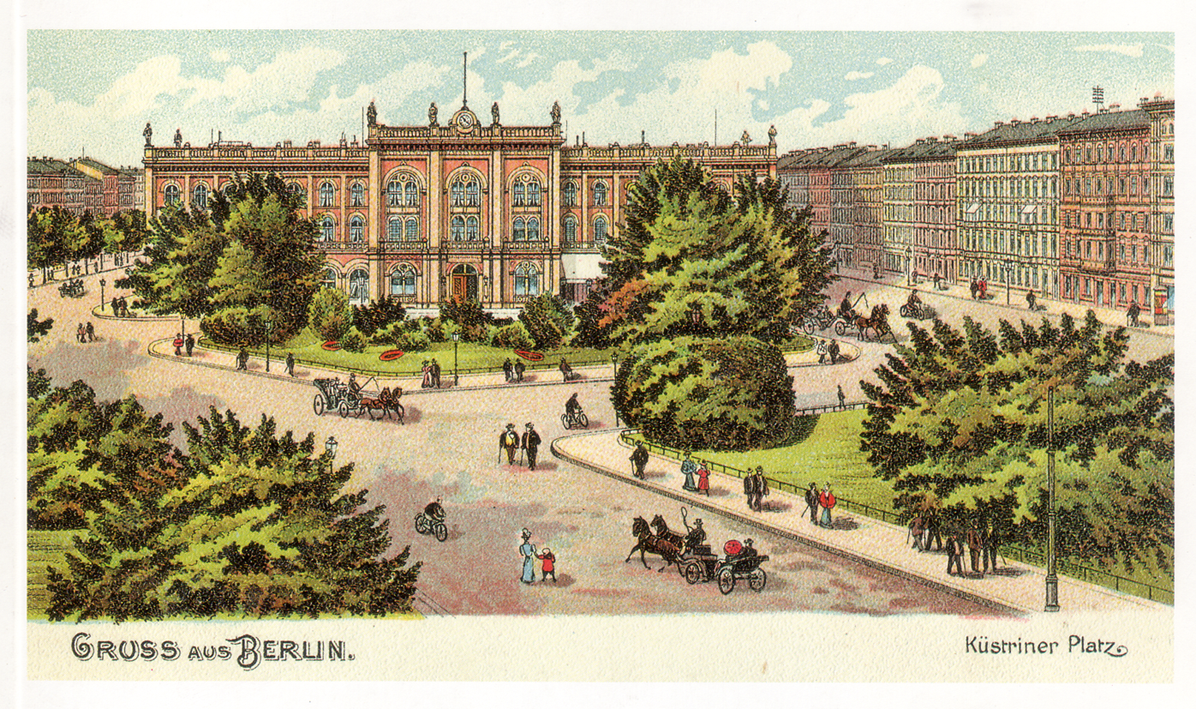
Der Bahnhof der Ostbahn in Berlin

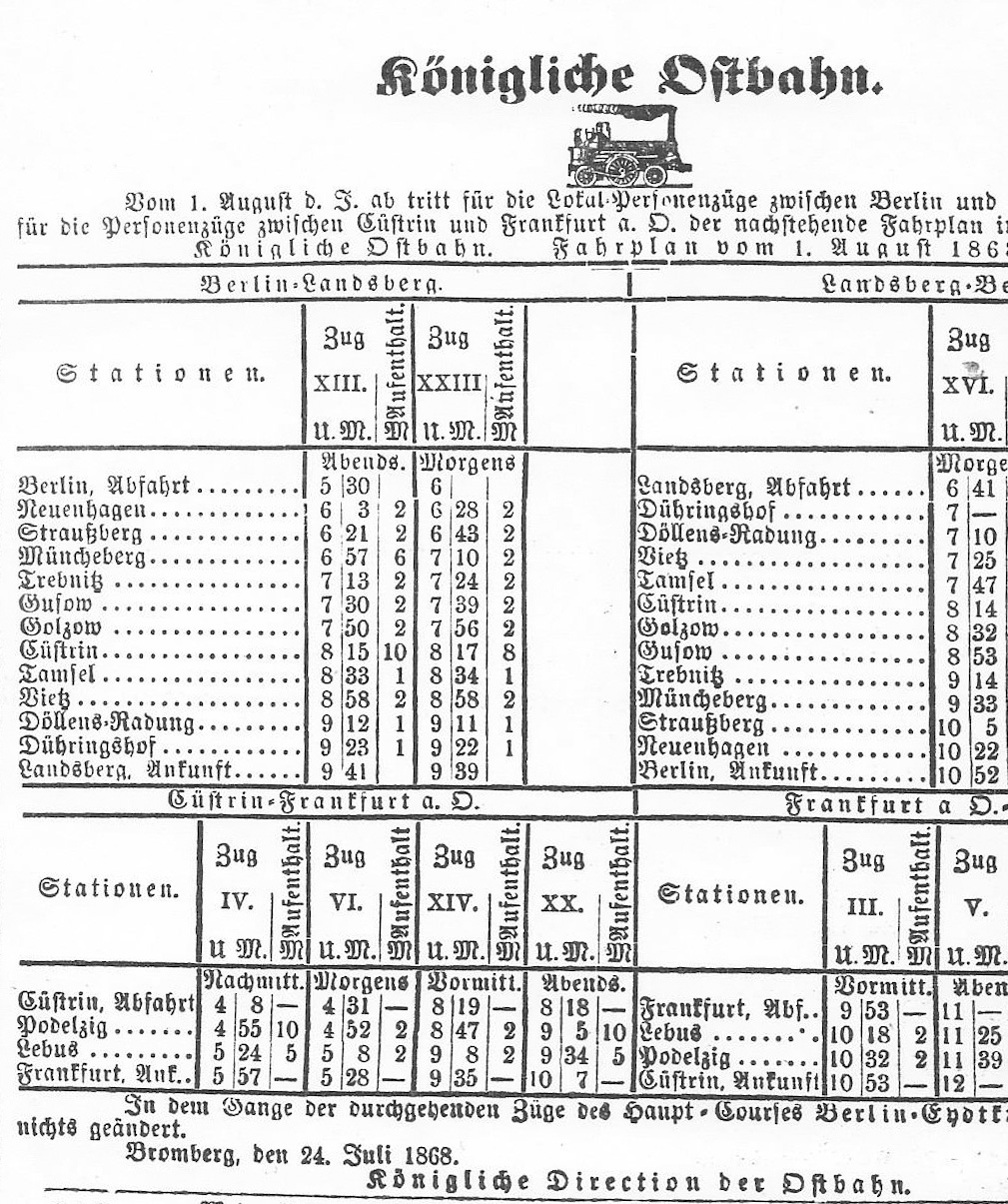
Fahrplan der Lokalzüge von 1868

Wegen Verzögerungen im Berliner Raum ging als erstes Teilstück der neuen Strecke der östliche Abschnitt Cüstrin–Gusow mit einer Zwischenstation in Golzow am 1. Oktober 1866 in Betrieb. Am 1. Oktober 1867 wurde die gesamte Strecke Berlin–Cüstrin und der Ostbahnhof in Berlin dem Verkehr übergeben.
Der neue Bahnhof in Berlin zeichnete „sich durch einen bis dahin bei solchen Bauwerken nicht üblichen Reichthum in der architektonischen Ausstattung aus“. Die Strecke war von vornherein durchgehend zweigleisig gebaut worden. Die Werkstatt der Ostbahn (östlich der Warschauer Straße gelegen) ging etappenweise in den Jahren 1868 und 1870 in Betrieb.
Die einzige Station zwischen den Bahnhöfen in Berlin und Strausberg war zunächst Neuenhagen, zwischen Strausberg und Gusow gab es von Beginn an Halte in Dahmsdorf-Müncheberg (heute Müncheberg (Mark)) und Trebnitz.

### Die ersten Jahre

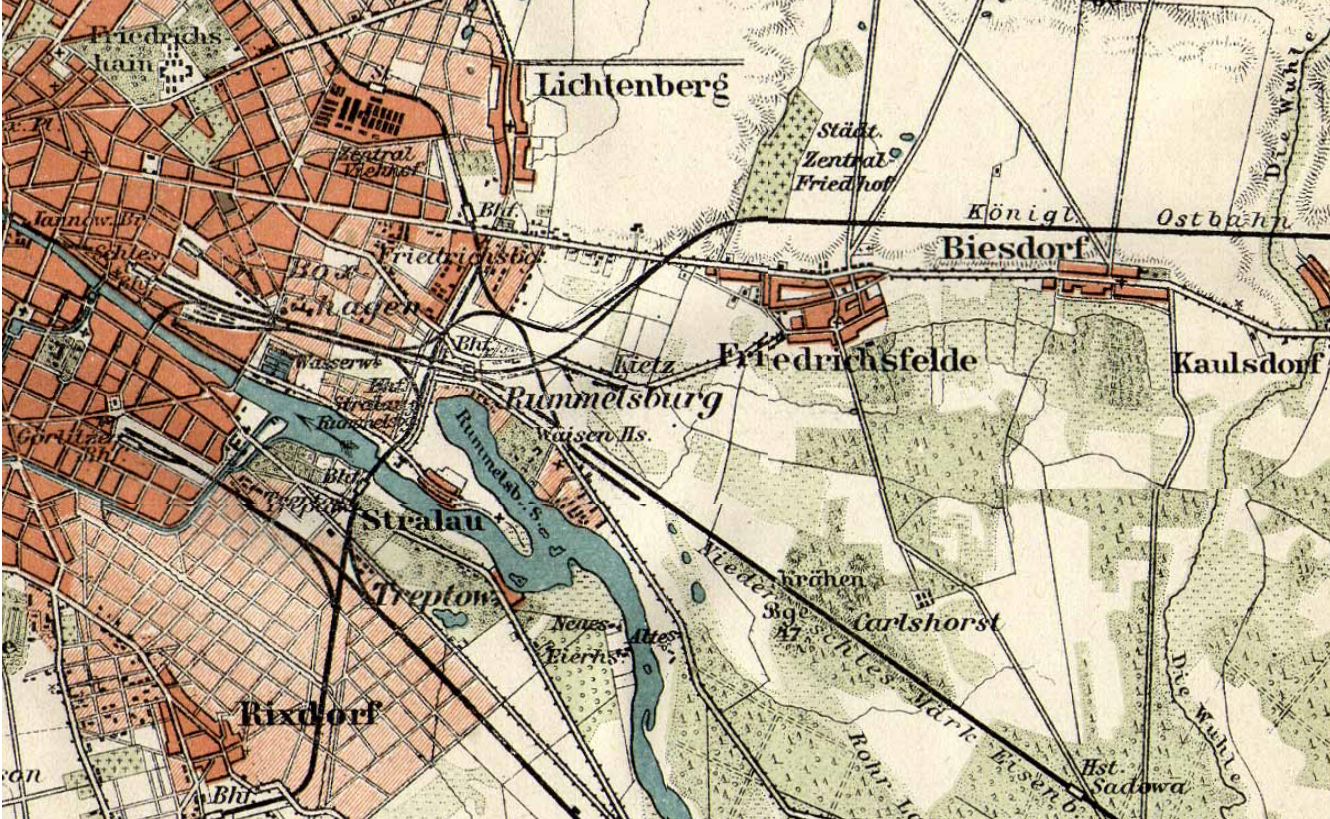
Verlauf der Ostbahn in Berlin, ca. 1894

Weitere Zwischenstationen entstanden bald nach Streckeneröffnung in Kaulsdorf (1869), Hoppegarten (1870) und Rehfelde (1874). Am 15. September 1872 eröffnete die Ostbahndirektion eine Zweigstrecke vom am selben Tag eröffneten Bahnhof Fredersdorf (bis 1875 Petershagen genannt) nach Rüdersdorf. Die Strecke war vor allem für den Güterverkehr von den Kalksteinbrüchen in Rüdersdorf von Bedeutung.
Der ursprüngliche Bahnhof von Küstrin lag westlich der Oder auf einer Insel zwischen dem Fluss und dem Oder-Vorflutgraben. Mit dem Bau der Bahnstrecke Breslau–Stettin entstand zwischen 1872 und 1874 östlich der Brücken über die Flüsse Oder und Warthe der Bahnhof Cüstrin Vorstadt, später Küstrin Neustadt Hbf, der heutige Bahnhof Kostrzyn. Der erste Bahnhof der Stadt wurde zum Bahnhof Küstrin Altstadt und hatte nur noch örtliche Bedeutung. Am westlich davon gelegenen Trennungspunkt der Berliner und der Frankfurter Strecke wurde ein Betriebsbahnhof eingerichtet, der unter dem Namen Kietz, heute Küstrin-Kietz, spätestens ab 1880 auch für den Personenverkehr genutzt wurde.
Am Schnittpunkt mit der Bahnstrecke Eberswalde–Frankfurt (Oder) wurde 1880 ein Turmbahnhof in Werbig in Betrieb genommen.
Bis 1880 war die Königliche Direktion der Ostbahn ein zwar staatliches, aber dennoch selbstständiges Unternehmen, dann wurde die Gesellschaft mit ihren Strecken als Königliche Eisenbahndirektion zu Bromberg in die Preußischen Staatsbahnen eingegliedert. Die Strecken wurden 1895 auf verschiedene Eisenbahndirektionen aufgeteilt. Der Abschnitt von Berlin bis Strausberg kam zur Direktion Berlin, östlich von Strausberg blieb die Strecke bei der Direktion Bromberg.

Der Bahnhof Lichtenberg-Friedrichsfelde Anfang des 20. Jahrhunderts. Rechts der Personenbahnhof, links der Verschiebebahnhof

Im Jahr 1879 wurde der Verschiebebahnhof Lichtenberg-Friedrichsfelde (heute Bahnhof Berlin-Lichtenberg) eröffnet, ab 1881 gab es dort auch Personenverkehr. Im Güterverkehr wurde der Ostbahnhof nur noch von den Zügen und Wagen bedient, die direkt für ihn bestimmte Ladungen hatten; die übrigen Wagen wurden in Lichtenberg-Friedrichsfelde auf ihre Zielbahnhöfe verteilt. Zwei neue miteinander verbundene Strecken für den Güterverkehr schlossen dabei die Rangierbahnhöfe Lichtenberg-Friedrichsfelde sowie Rummelsburg an der Schlesischen Bahn zur Berliner Ringbahn an. Der Abschnitt zum Ostbahnhof wurde so merklich entlastet, so dass dieser während des Umbaus des Schlesischen Bahnhofs zum Durchgangsbahnhof ab 1. September 1879 auch den Personenverkehr der Schlesischen Bahn aufnehmen konnte.
Der umgebaute Schlesische Bahnhof und die Berliner Stadtbahn gingen 1882 in Betrieb. Auch die Personenzüge der Ostbahn wurden auf die Stadtbahn geleitet und begannen bzw. endeten im Bahnhof Charlottenburg. Der Ostbahnhof war dadurch nach nur 15 Jahren für den Personenverkehr überflüssig geworden. Seine Gleisanlagen dienten weiterhin dem Güterverkehr, das Empfangsgebäude wurde für andere Zwecke genutzt.
Sowohl die Fern- als auch die Vorortzüge von der Ostbahn wurden auf die Ferngleise der Stadtbahn geführt. Östlich des Schlesischen Bahnhofs nutzten die Züge der beiden nach Osten führenden Bahnstrecken zunächst gemeinsame Gleise. Erst östlich der Kreuzung mit der Ringbahn zweigten die Ostbahngleise niveaugleich von denen der Niederschlesisch-Märkischen Bahn ab. Als neue Station entstand im Zusammenhang mit der Neuordnung des Verkehrs der Bahnhof Stralau-Rummelsburg, der heutige Bahnhof Berlin Ostkreuz. Dieser war eine Gemeinschaftsstation der Ringbahn (für den Personenverkehr waren damals nur die Bahnsteige an den Verbindungskurven zur Stadtbahn in Betrieb), der Ostbahn und der Niederschlesisch-Märkischen Bahn.
Das Preußische Kleinbahngesetz von 1892 ermöglichte den kostengünstigen Bau lokaler Bahnstrecken. Die Städte Altlandsberg, Strausberg und Buckow erhielten so mit der Bahnstrecke Hoppegarten–Altlandsberg (1898), der Strausberger Kleinbahn (1893) und der Buckower Kleinbahn (1897) Eisenbahnanschluss mit von der Ostbahn abzweigenden Strecken. Nach Süden entstanden mit der Müncheberger Kleinbahn (1909) und der Strausberg-Herzfelder Kleinbahn (1895) ebenfalls private bzw. kommunale Zweigstrecken zur Ostbahn.
Zwischen Golzow und Küstrin-Kietz kam 1899 mit Gorgast eine weitere Station hinzu. Für den wachsenden Vorortverkehr im Berliner Raum wurden nach und nach die Stationen Warschauer Straße (1884), Biesdorf (1885), Mahlsdorf (1895), Rummelsburg Ost (heute Nöldnerplatz) und Friedrichsfelde Ost (beide 1903) eröffnet.

### In der ersten Hälfte des 20. Jahrhunderts
Vor der Wende zum 20. Jahrhundert war der Abschnitt zwischen dem Schlesischen Bahnhof und der Trennung zwischen Schlesischer Bahn und Ostbahn bei Stralau-Rummelsburg zum Engpass geworden. Etwas Abhilfe erreichte man zunächst dadurch, dass die überall haltenden Stadtzüge von der Stadtbahn nicht mehr im Schlesischen Bahnhof endeten, sondern bis Lichtenberg weitergeführt wurden. Dadurch konnte ein Bahnsteig im Schlesischen Bahnhof für den Fern- und Vorortverkehr genutzt werden. Grundlegende Abhilfe brachte erst ein durchgreifender Umbau der Gleisanlagen in diesem Bereich in den Jahren 1900 bis 1903, wobei die Vorort- und Ferngleise getrennt wurden. Die südlichen Gleise waren dem Fernverkehr der Schlesischen und der Ostbahn sowie dem Güterverkehr der Schlesischen Bahn vorbehalten, daran schlossen sich die Gleise für den Stadt-, Ring- und Vorortverkehr an, das nördlichste Gleispaar diente dem Güterverkehr der Ostbahn und dem Personenverkehr der ab 1903 zum Wriezener Bahnsteig am Schlesischen Bahnhof geführten Wriezener Bahn, die sich östlich von Lichtenberg von der Ostbahn trennte. Der Bahnhof Stralau-Rummelsburg wurde grundlegend umgebaut.

Nach dem Bau der VnK-Strecke wurde Kaulsdorf zu einem wichtigen Bahnhof.

Strecken im Osten von Berlin. VnK-Strecke in Bildmitte, Ostbahn im oberen Bildteil.

Für den Fernverkehr der Ostbahn war bereits Mitte der 1890er eine neue, acht Kilometer lange, Strecke geplant worden, die im Bereich Rummelsburg von der Schlesischen Bahn abzweigt und weit östlich von Lichtenberg bei Kaulsdorf die Ostbahn erreicht. Diese als VnK-Strecke bekannt gewordene Verbindung ging 1901 in Betrieb. Sie nahm fortan den Fernverkehr der Ostbahn auf, der Vorortverkehr nach Strausberg wurde ab 1903 ebenfalls über die VnK-Strecke geführt. Der Bahnhof Kaulsdorf erhielt einen zweiten Bahnsteig, hier konnte fortan zu den Zügen über Lichtenberg zur Stadtbahn umgestiegen werden.
Die Stadtbahnstrecke bis Kaulsdorf wurde 1928 mit Gleichstrom elektrifiziert. Ab dem 6. November 1928 fuhren die ersten elektrischen Vorortzüge und bis zum 4. Januar 1929 wurde der Vorortverkehr komplett auf elektrischen Betrieb umgestellt. Am 15. Dezember 1930 folgte der Abschnitt zwischen Kaulsdorf und Mahlsdorf. Zwischen Lichtenberg und Kaulsdorf blieb es aber noch beim Mischbetrieb zwischen dampfbetriebenen Güterzügen und den mittlerweile als S-Bahn bezeichneten Zügen auf denselben Gleisen. Der Bahnhof Mahlsdorf wurde zur Umsteigestation zwischen den dort endenden S-Bahn- und den dampfbetriebenen Vorortzügen Richtung Strausberg.
Die ab 1937 aufgenommenen Planungen der Reichsbahnbaudirektion Berlin für den Ausbau der Eisenbahnanlagen im Großraum Berlin sahen unter anderem die Ausweitung des elektrischen S-Bahn-Betriebes bis Strausberg und Rüdersdorf vor. Die Arbeiten für das Vorortgleispaar von Mahlsdorf bis Strausberg fanden als kriegswichtige Maßnahme auch nach Einstellung der übrigen Bauarbeiten weiterhin statt. Dessen Anlage stand im Zusammenhang mit dem Bau des Rangierbahnhofs Berlin Wuhlheide am Güteraußenring, für den die Ostbahn als wichtige Zulaufstrecke fungierte. Mit der Verlegung des Vorortverkehrs auf die neue Strecke konnten zusätzliche Kapazitäten frei werden. Das Vorortgleispaar ging 1944 zunächst für den dampfbetriebenen Vorortverkehr in Betrieb. Ein neuer Halt entstand in Giebelsee (heute Petershagen Nord) kurz vor Strausberg. Langfristig sollte neben der Aufnahme des elektrischen S-Bahn-Betriebs auf der Strecke ein weiteres Gleispaar von der Stadtbahn bis Mahlsdorf für eine Fern-S-Bahn errichtet werden. Diese sollten von Strausberg und Rüdersdorf kommend an allen Unterwegsbahnhöfen bis Mahlsdorf halten, innerhalb Berlins war ein Halt nur an ausgewählten Bahnhöfen vorgesehen (Friedrichsfelde Ost, Ostkreuz und Schlesischer Bahnhof).
Für den Güterverkehr war die Trennung vom S-Bahn-Verkehr auf der im Mischbetrieb befahrenen Strecke zwischen Lichtenberg und Kaulsdorf vorgesehen. Die Arbeiten an der separaten Güterzugstrecke begannen 1939; sie ging am 3. Juli 1941 zunächst eingleisig mit einer Ausweiche bei Friedrichsfelde (in Höhe des heutigen Biesdorfer Kreuzes) in Betrieb. Da sich die Güteranlagen in Lichtenberg nördlich, in Kaulsdorf hingegen südlich der Stadtgleise befanden, musste das Gütergleis die Stadtgleise in Höhe des Bahnhofs Friedrichsfelde Ost kreuzen. Die anfangs niveaugleiche Kreuzung mit den Stadtgleisen wurde 1944 durch eine Überführung ersetzt, gleichzeitig ging mit ihr das zweite Gleis in Betrieb. Ebenfalls von der Reichsbahnbaudirektion Berlin ausgeführt war der Bau des Hilfsrangierbahnhofs Fredersdorf. Dieser entstand unmittelbar westlich des Bahnhofs Fredersdorf und diente zur Entlastung des Rangierbahnhofs Berlin-Lichtenberg. Nach dem Krieg wurden hier Leerwagen gesammelt und Schadwagen abgestellt.

### 1945 und danach

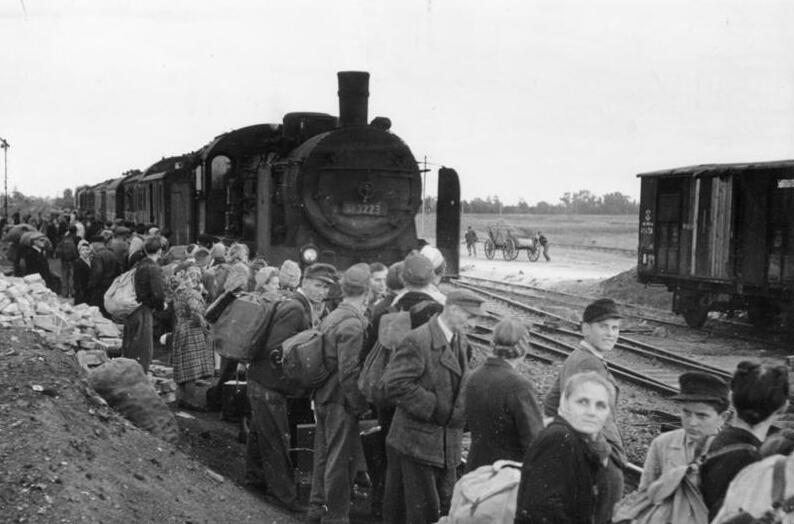
Hamsterzug auf der Ostbahn im Bahnhof Gorgast, 1948.

Gegen Ende des Zweiten Weltkriegs war das Gebiet, durch das die Ostbahn führte, Schauplatz heftiger Kampfhandlungen. Der durchgehende Verkehr nach Königsberg war bereits am 22. Januar 1945 eingestellt worden. Ab März 1945 wurde auch das Gebiet westlich der Oder im Zuge der Schlacht um Berlin Ort heftiger Kämpfe. Beim Kampf um Küstrin wurde die Brücke über die Warthe am 9. März 1945, die über die Oder am 28. März 1945 von deutschen Truppen gesprengt. Bei der Sprengung der Oderbrücke kamen zahlreiche deutsche Soldaten, die sich noch auf der Brücke befanden, ums Leben. Sowjetische Pioniertruppen bauten beide Brücken bis zum 14. April 1945 wieder auf. Nach abermaliger Zerstörung durch die deutsche Luftwaffe am 18. April wurden sie erneut durch die sowjetische Armee aufgebaut. Am 25. April erreichte der erste sowjetische Militärzug auf der Ostbahn den Bahnhof Berlin-Lichtenberg.
Bei den Kampfhandlungen im Frühling 1945 nahmen auch weitere Anlagen der Ostbahn schwere Schäden. Mit Ausnahme von Gusow wurden alle Empfangsgebäude zwischen Müncheberg und der Oder zerstört. Auch das Gebäude des alten Berliner Ostbahnhofs, seit Jahrzehnten vom Varieté Plaza genutzt, wurde in den Kampfhandlungen 1945 schwer beschädigt und nach Kriegsende abgerissen.

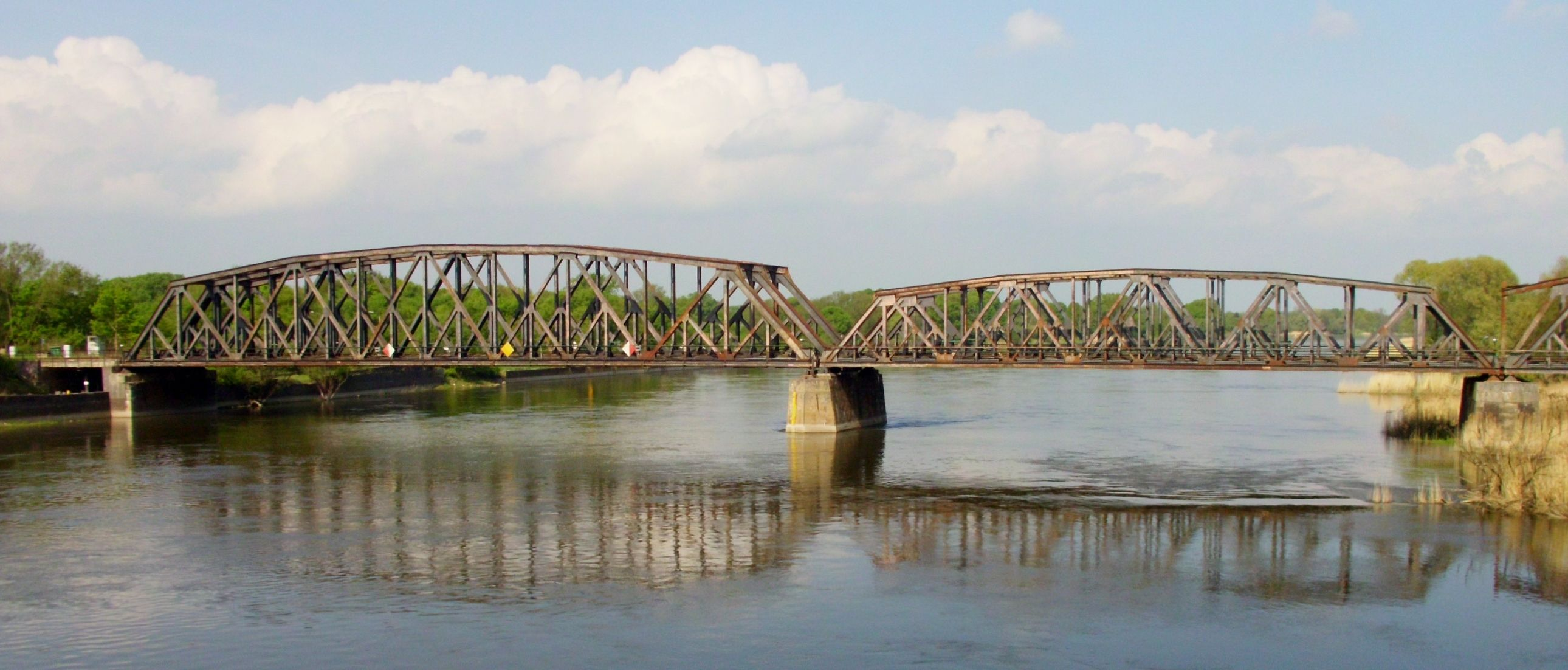
Die Oderbrücke bei Küstrin-Kietz wurde nach ihrer Zerstörung am Ende des Zweiten Weltkriegs wieder aufgebaut

Im Potsdamer Abkommen wurde die Oder-Neiße-Grenze als Ostgrenze Deutschlands festgelegt. Der größte Teil der Stadt Küstrin kam zu Polen, auch die Strecke der Ostbahn war an der Oder geteilt. Das zweite Gleis der Fernbahnstrecke auf deutscher Seite sowie das zweite Gütergleis zwischen Berlin-Lichtenberg und Berlin-Kaulsdorf wurden nicht mehr genutzt und 1947 abgebaut. Die Gleise sollen für den Wiederaufbau der Vorortgleise an der Niederschlesisch-Märkischen Bahn verwendet worden sein. Für den Transport von Reparationsgütern blieb die Ostbahn nach Kriegsende zunächst wichtig, verlor danach jedoch beträchtlich an Bedeutung. Der Grenzübergang zwischen Kietz (heute wieder Küstrin-Kietz) und dem polnischen Kostrzyn (Küstrin) diente nur noch dem Güterverkehr. Die provisorische Oderbrücke wurde 1952/53 durch Segmente der 1945 zerstörten Karniner Brücke ersetzt, wobei die Überbauten an die Stützweiten der Oderbrücke angepasst werden mussten. Gleichzeitig ging das zweite Gleis zwischen Küstrin-Kietz und Kostrzyn wieder in Betrieb.
Lokaler Personenverkehr fand nur noch zwischen Berlin-Lichtenberg und Kietz statt, wobei die meisten Reisezüge (ab Ende der 1970er Jahre alle) erst in Strausberg begannen und endeten und zwischen Berlin und Strausberg die S-Bahn benutzt werden musste. Ab 1972 fuhren für Eisenbahnmitarbeiter und DDR-Zöllner drei Dienstpersonenzugpaare zwischen Kietz und Kostrzyn.
Die Vorortstrecke zwischen Berlin-Mahlsdorf und Strausberg war bei der Trennung von den Ferngleisen noch nicht elektrifiziert worden. Der elektrische S-Bahn-Betrieb bis Strausberg wurde am 31. Oktober 1948 aufgenommen.
Im Jahr 1955 folgte die Streckenverlängerung nach Strausberg Nord, wo am 3. Juni 1956 ebenfalls der elektrische Betrieb begann.
Der innerstädtische Ast des Gütergleises von Berlin-Lichtenberg zum Wriezener Bahnhof diente weiterhin dem Güterverkehr. Der Reiseverkehr von den Zügen der Wriezener Bahn dorthin endete am 12. Dezember 1949. Zur Zeit der DDR wurde der Wriezener Bahnhof vor allem für die Lieferung von Kartoffeln, Obst- und Gemüse genutzt. Als Folge der deutschen und Berliner Teilung bekam der Bahnhof Berlin-Lichtenberg ab 1952 Fernverkehrsaufgaben. Ein dritter Bahnsteig ging in diesem Jahr in Betrieb. Ein Jahr später wurde der Rangierbetrieb für Güterzüge im Bahnhof eingestellt und auf andere Bahnhöfe, unter anderem auf den 1953 eröffneten Rangierbahnhof Wuhlheide, verlagert.

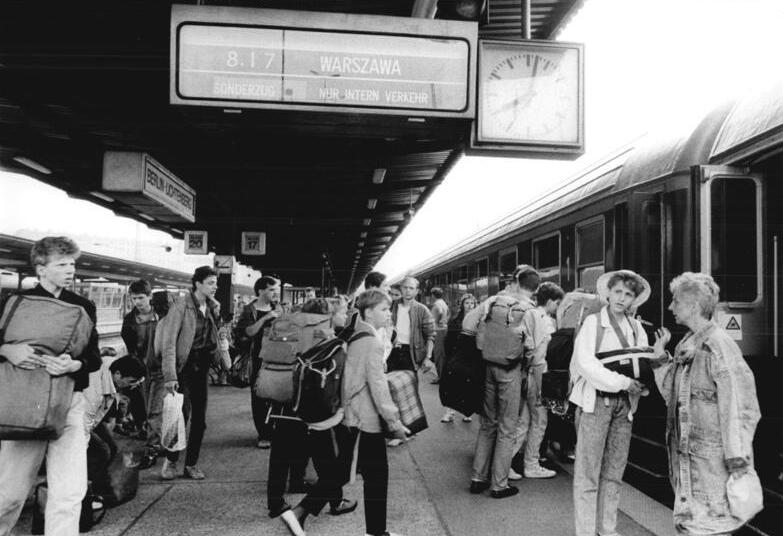
Der Bahnhof Berlin-Lichtenberg wurde in den 1970er Jahren zum wichtigsten Fernbahnhof Berlins

In den 1970er und 1980er Jahren wurde Berlin-Lichtenberg zum wichtigsten Berliner Fernbahnhof. Die Züge aus dem Norden und Süden der DDR erreichten den Bahnhof entweder von der Ringbahn und den Verbindungsstrecken im Bereich Ostkreuz bzw. Frankfurter Allee oder vom Berliner Außenring unter Nutzung des Ostbahnabschnittes zwischen dem Biesdorfer Kreuz und dem Bahnhof Lichtenberg.
Die Bahnanlagen im Bereich des Biesdorfer Kreuzes wurden, beginnend im Jahr 1968, umgebaut. Der kreuzende Berliner Außenring war hier lange Zeit noch eingleisig auf der Trasse des alten Güteraußenrings verblieben. Auch entlang der Ostbahn wurden die Bahnanlagen erweitert und umgestaltet. Der Bahnhof Friedrichsfelde Ost entstand in neuer Lage neu. Das kurze Ostbahnstück zwischen Biesdorfer Kreuz und Lichtenberg wurde zu einer viel befahrenen Fernstrecke und im Jahr 1984 elektrifiziert.
Etwas südlich des Biesdorfer Kreuzes war im Zuge des Ausbaus des Außenrings die kreuzende VnK-Strecke 1966 unterbrochen worden. Beim Neubau des Biesdorfer Kreuzes in den 1970er Jahren entstanden zwar Verbindungen von der Ostbahn aus Richtung Osten auf den Außenring nach Norden und Süden, jedoch wurde die geplante Verbindung zum westlichen Teil VnK-Strecke nicht realisiert. Damit sind seitdem keine direkten Fahrten von der Ostbahn aus Richtung Osten auf die Stadtbahn mehr möglich. In den 1970er Jahren wurde der Abschnitt zwischen Trebnitz und Gusow wieder zweigleisig ausgebaut.

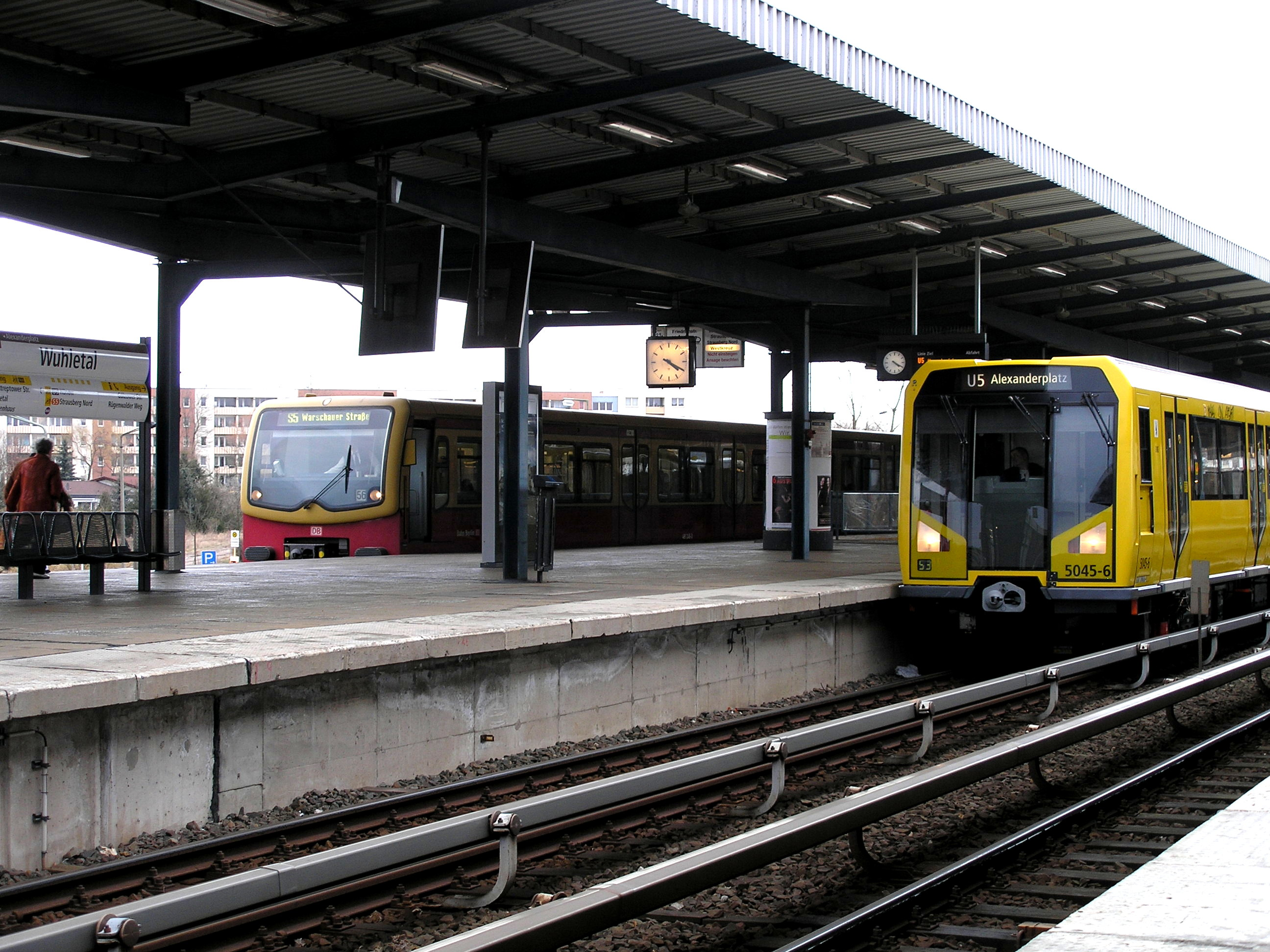
Am Bahnhof Wuhletal halten S- und U-Bahnen an einem Bahnsteig

Am ersten Juli 1989 ging an der Einmündung der früheren VnK-Strecke westlich von Kaulsdorf der S-Bahnhof Wuhletal in Betrieb. Erstmals hielten damit S- und U-Bahn-Züge in Berlin an einem Bahnsteig. Der zweigleisige Ausbau der S-Bahn-Strecke zwischen Berlin-Mahlsdorf und Hoppegarten wurde in Angriff genommen, aber erst im August 1992 fertiggestellt. Auf diesem Abschnitt wurde am 21. Dezember 1992 der Haltepunkt Birkenstein eröffnet.

### Nach 1990

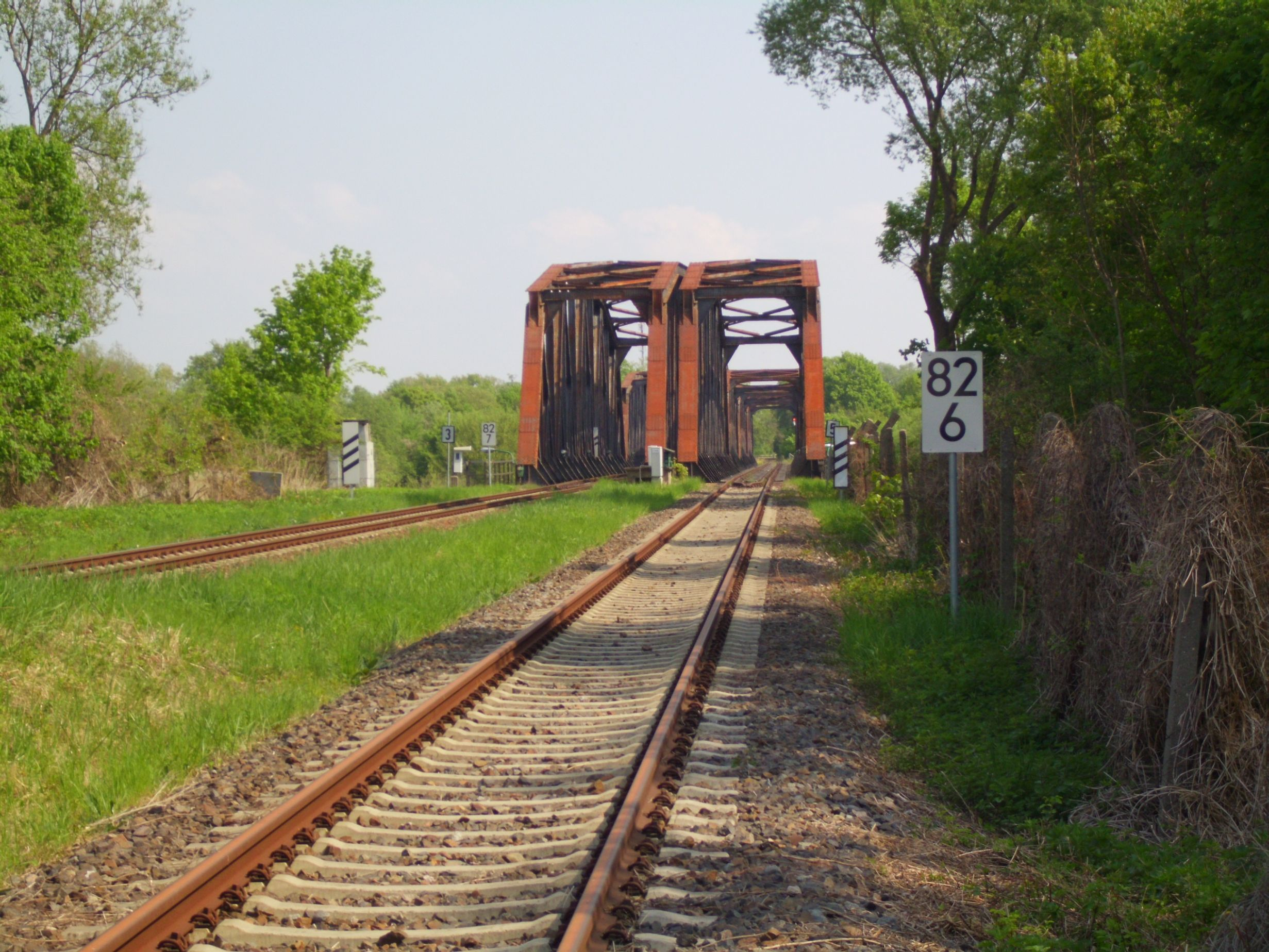
Blick auf die Grenzbrücke zu Polen an der Oder, 2013

Nach der politischen Wende in der DDR und der anschließenden Wiedervereinigung ging der grenzüberschreitende Güterverkehr rapide zurück und verlagerte sich zu großem Teil auf die Straße. Im Personenverkehr wurde der grenzüberschreitende Verkehr wieder aufgenommen. Die ersten öffentlichen Personenzüge nach dem Krieg zwischen Kietz und Kostrzyn fuhren vom 14. bis 16. Juni 1991 aus Anlass eines Stadtfestes. Der regelmäßige Personenverkehr auf dem Grenzabschnitt begann am 30. Mai 1992, ein Jahr darauf fuhren die Personenzüge über Strausberg hinaus wieder nach Berlin-Lichtenberg.
Mitte der 1990er Jahre war im Landesnahverkehrsplan des Landes Brandenburg geplant, eine Stadtexpress-Linie nach Kostrzyn einzurichten, die in Berlin am reaktivierten Wriezener Bahnhof beginnen sollte.
Der Güterverkehr zum Wriezener Bahnhof endete zum 1. Juli 1996. Zuletzt waren seine Gleise zum Abstellen leerer Kühlwagen genutzt worden. In Betrieb dorthin blieb der Abschnitt bis zum früheren Ausbesserungswerk RAW-Friedrichshain der Reichsbahn, das nach 2000 zur Wartung vor allem der Wagen der Talgo-Züge genutzt wurde. Das Stellwerk B 9 des einstigen Wriezener Güterbahnhofs wurde 2001 geschlossen, seitdem wurde von Berlin-Lichtenberg Zugleitbetrieb dorthin eingerichtet. Das Gelände des einstigen Güterbahnhofs ist weitgehend beräumt worden.
Im November 2006 ging das elektronische Stellwerk Küstrin-Kietz in Betrieb, das in der ersten Baustufe den Streckenabschnitt von der Staatsgrenze bis einschließlich Gorgast umfasste. Bis Dezember 2011 wurde die weitere Strecke bis ausschließlich Strausberg an das ESTW angeschlossen.
Im Jahr 2017 wurden die Anlagen des Bahnhofs Strausberg umgebaut. Zuvor wurde das Gleis am Hausbahnsteig einerseits von haltenden Regionalzügen, andererseits von durchfahrenden S-Bahnen von und nach Strausberg Nord genutzt. Beim Umbau wurde ein eigener Regionalbahnsteig parallel zum S-Bahnsteig angelegt, so dass Regional- und S-Bahnen nicht mehr dasselbe Gleis nutzen müssen. Im selben Jahr wurde der Abschnitt zwischen Strausberg und Rehfelde zweigleisig ausgebaut. Die Züge können seitdem dort auf freier Strecke kreuzen, wodurch einige Minuten Reisezeit eingespart werden. Seit Dezember 2017 halten die Regionalzüge auch an einem neuen Bahnsteig im Bahnhof Berlin-Mahlsdorf.
Im Dezember 2018 wurden zwei Bahnsteige an den Ferngleisen der Ostbahn im Bahnhof Berlin Ostkreuz in Betrieb genommen, so dass die Regionalzüge auf der Strecke nicht mehr in Lichtenberg, sondern schon im Bahnhof Ostkreuz beginnen können.
Im November 2019 ging am Biesdorfer Kreuz das elektronische Stellwerk für den Bereich der S-Bahn in Betrieb, ebenso die Ausrüstung der S-Bahnstrecke zwischen Lichtenberg und Biesdorfer Kreuz mit dem Zugbeeinflussungssystem S-Bahn Berlin (ZBS). Anfang 2021 folgte ein ebensolches Stellwerk für die Fernbahn.

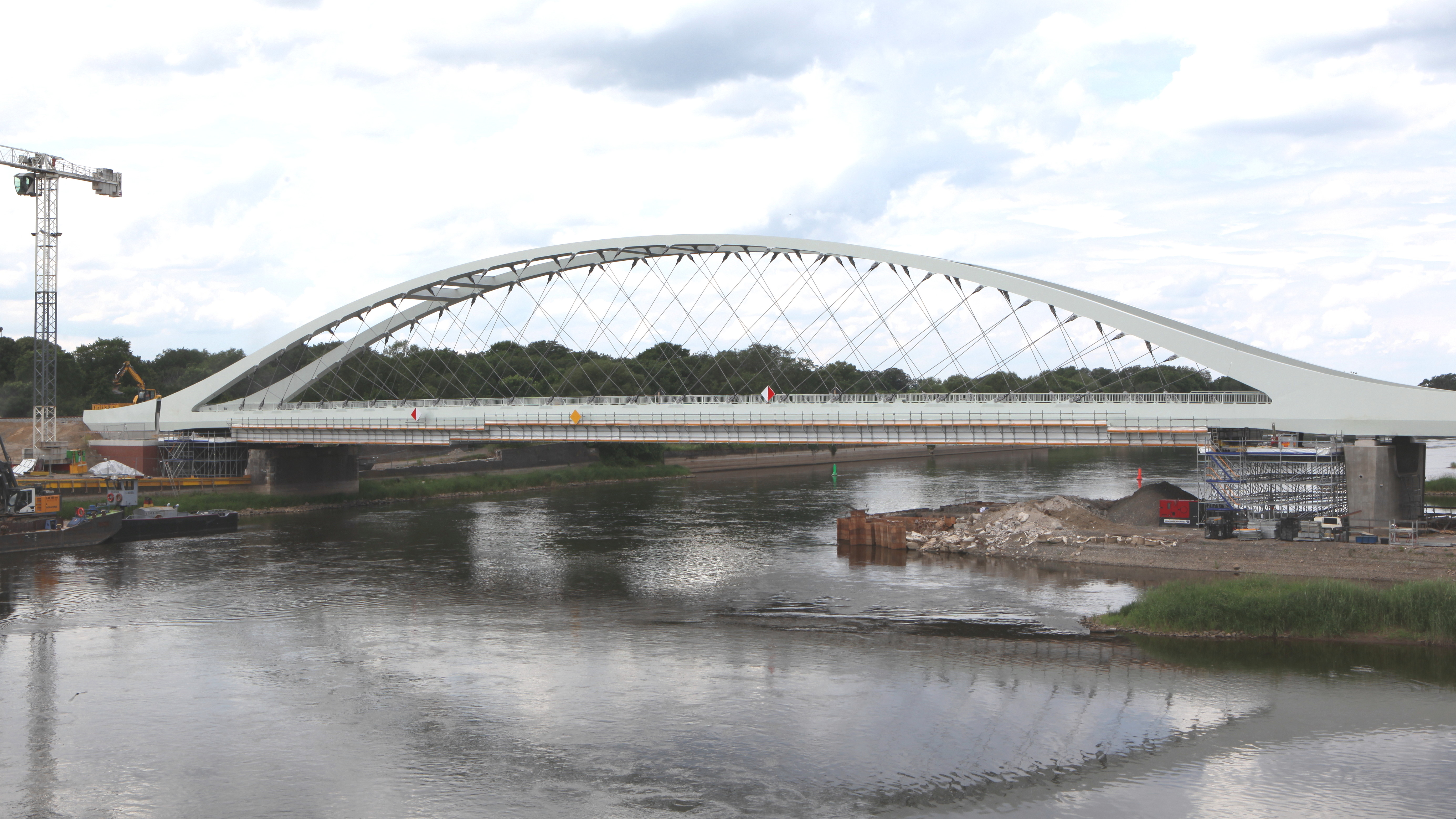
Neue Oderbrücke (2024)

Auf der S-Bahn-Strecke gingen im Februar 2021 mehrere elektronische Stellwerke zwischen Biesdorfer Kreuz und Strausberg in Betrieb, seitdem ist die Strecke durchgängig mit ZBS ausgerüstet.
An der Oderbrücke war die Strecke seit Ende 2020 unterbrochen, um die Brücken über die Oder und ihren Vorfluter auszutauschen. Dies sollte Ende 2022 abgeschlossen sein, verzögerte sich aber um eineinhalb Jahre. Ein Grund war, dass der niedrige Wasserstand des Flusses das Ausschwimmen der alten Brückenteile verhinderte, ein anderer, dass der Korrosionsschutz der neuen Brücke bereits vor dem Einbau der Brückenteile abzublättern begann. Durch den Brückenneubau konnte auch die Streckenhöchstgeschwindigkeit von 30 auf 120 km/h hochgesetzt werden, was die Fahrt in diesem Streckenabschnitt um zwei Minuten verkürzte. Nach einigen Verzögerungen wurde die neue Oder-Brücke am 29. Juli 2024 in Betrieb genommen, womit die Ostbahn wieder durchgängig befahrbar ist.

### Ausbauplanungen
Es bestehen Forderungen, die Fernstrecke vollständig zweigleisig auszubauen und sie zu elektrifizieren, unter anderem, um die Bahnstrecke Berlin–Frankfurt (Oder) zu entlasten. Ferner wurde die Fortsetzung auf polnischem Staatsgebiet als TEN-Strecke klassifiziert und soll dort künftig ausgebaut werden. Auch eine Verbindungskurve bei Seelow ist in Diskussion. Von einem breiten Bündnis aus Kommunen, Landkreisen, Fahrgastverbänden, Unternehmen und Parteien wurde 2018 die sog. Seelower Erklärung  verabschiedet.
Am 20. Oktober 2023 beschloss der Deutsche Bundestag, das als ABS Berlin – Müncheberg – Grenze D/PL bezeichnete Vorhaben in den potenziellen Bedarf des Bedarfsplans für die Bundesschienenwege aufzunehmen. Der Bundesrat hat dem Gesetz in seiner Sitzung am 24. November 2023 zugestimmt.
Im Rahmen des Infrastrukturprogramms i2030 wird auch die Ausweitung des 10-Minuten-Taktes der S-Bahn zwischen Hoppegarten und Strausberg untersucht.
Die Länder Berlin und Brandenburg sowie der Verkehrsverbund Berlin-Brandenburg (VBB) fordern, dass der Bund den Ausbau der Strecke finanziert. In einem gemeinsamen Positionspapier mit der Woiwodschaft Lubuskie vom Oktober 2024 sprechen sie sich dafür aus, dass die Strecke durchgehend zweigleisig, elektrifiziert, für 160 km/h und für 740 m lange Güterzüge ausgebaut werden soll.

## Strecke

### Fernstrecke
Die Strecke verläuft von Berlin in östlicher bis nordöstlicher Richtung zur Grenze nach Polen an der Oder. Ursprünglich wurde sie durchgehend zweigleisig gebaut. Nach dem Zweiten Weltkrieg wurde das zweite Gleis als Reparationsleistung demontiert. Einige Teilstücke der Strecke wurden im Laufe der Zeit wieder zweigleisig ausgebaut, dabei handelt es sich um die Abschnitte Berlin-Lichtenberg–Biesdorfer Kreuz, Strausberg–Rehfelde, Trebnitz–Seelow-Gusow und Küstrin-Kietz–Grenze(–Kostrzyn).
Ursprünglicher Streckenbeginn ist der Ostbahnhof am früheren Küstriner Platz (heute Franz-Mehring-Platz) etwa 500 Meter nördlich des heute Ostbahnhof genannten ehemaligen Schlesischen Bahnhofs. Der Güterbahnhof der Ostbahn lag südlich des Personenbahnhofs direkt an die Schlesische Bahn angrenzend. In diesem Bereich entstand 1903 auch ein Endpunkt (Wriezener Bahnhof) für die Reisezüge der Wriezener Bahn. Die bis in die 1990er Jahre für den Güterverkehr genutzten Anlagen wurden zuletzt als Berlin Wriezener Gbf geführt. Beginn der heute unter der Streckennummer 6078 geführten Strecke ist (Stand 2018) Warschauer Straße. Die dortige frühere Hauptwerkstatt der Ostbahn, später ein Reichsbahnausbesserungswerk, wurde nach 1990er von der Firma Talgo übernommen und dient heute der Wartung von Nachtzügen. Im Bereich des Bahnhofs Berlin Ostkreuz wurde eine Betriebsstelle am Ferngleis der Ostbahn erst in der zweiten Hälfte der 2010er Jahre im Zuge des Bahnhofsumbaus eingerichtet. Seit Dezember 2018 ist der Bahnhof Ausgangspunkt der Regionalzüge in Richtung Kostrzyn. Nach der Kreuzung mit der Berliner Ringbahn wendet sich die Strecke nordostwärts zum Bahnhof Berlin-Lichtenberg. Hier mündet aus westlicher Richtung eine Verbindungsstrecke von der Ringbahn. Östlich des Bahnhofs zweigte bis zum Bau des Biesdorfer Kreuzes die alte Trasse der Wriezener Bahn Richtung Norden ab. Am in den 1970er Jahren gebauten Biesdorfer Kreuz kreuzt der Berliner Außenring die Strecke. Hier gibt es eine Reihe von Verbindungsstrecken in fast alle Richtungen, allerdings wurde eine Verbindung von der Ostbahn aus Richtung Osten zur VnK-Strecke zwar geplant, jedoch nicht gebaut. Damit sind keine durchgehenden Fahrten von den Ferngleisen der Stadtbahn zur Ostbahn mehr möglich.
Über Berlin-Kaulsdorf und Berlin-Mahlsdorf führt die Strecke weiter in Richtung Osten und überquert die Grenze zum Land Brandenburg. In Fredersdorf zweigt nach Süden die heute vor allem für den Güterverkehr genutzte Strecke nach Rüdersdorf ab, im weit südlich des Stadtkerns gelegenen Bahnhof Strausberg beginnt nach Norden die heute als Straßenbahn konzessionierte Strausberger Eisenbahn sowie die vor allem von der S-Bahn genutzte Strecke nach Strausberg Nord. Der Abschnitt Strausberg–Rehfelde ist seit 2017 wieder zweigleisig.

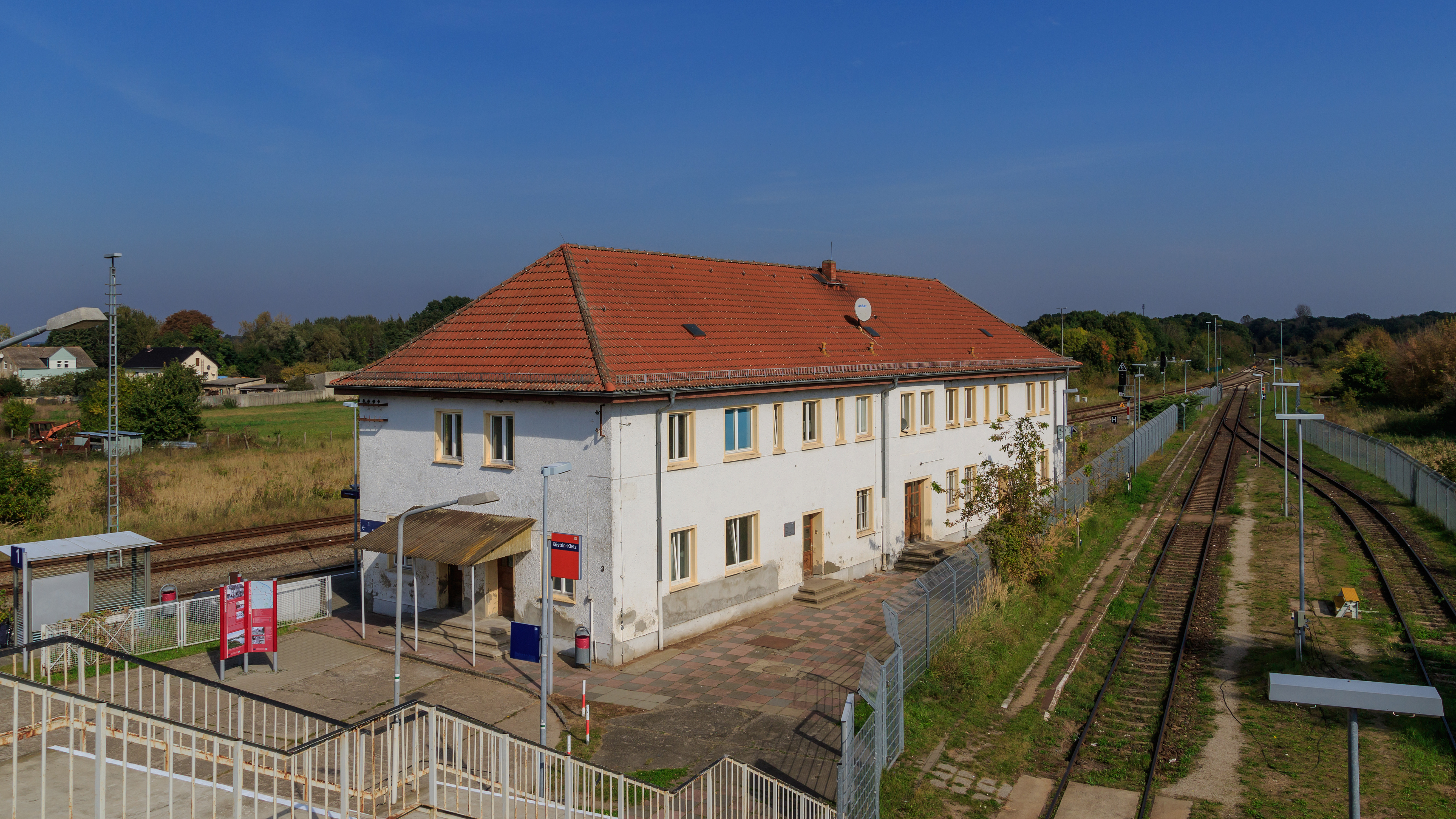
Bahnhof Küstrin-Kietz

Im Bahnhof Müncheberg (Mark) weit nördlich der Innenstadt zweigt Richtung Norden die elektrifizierte Buckower Kleinbahn ab, Richtung Süden gab es bis Anfang der 1970er Jahre die Müncheberger Kleinbahn. Von Trebnitz bis Seelow-Gusow gibt es einen weiteren wieder zweigleisig aufgebauter Streckenabschnitt. In Werbig wird die Strecke von der Bahnstrecke Eberswalde–Frankfurt (Oder) gekreuzt, an beiden Strecken gibt es einen Haltepunkt. Eine Verbindungskurve aus Richtung Eberswalde erreicht weiter östlich im Güterbahnhof Werbig die Strecke.
In Golzow überquerte die 1966 eingestellte Oderbruchbahn die Strecke. Vor dem Bahnhof Küstrin-Kietz mündet aus Richtung Südwesten die Strecke aus Frankfurt (Oder), die ursprüngliche Strecke der Ostbahn, ein. Hier gab es eine Verbindungskurve aus Richtung Werbig nach Frankfurt. Vom Bahnhof Küstrin-Kietz bis zur Oder ist die Strecke wieder zweigleisig. An der Oderbrücke wird die Grenze zu Polen erreicht.

### S-Bahn-Strecke

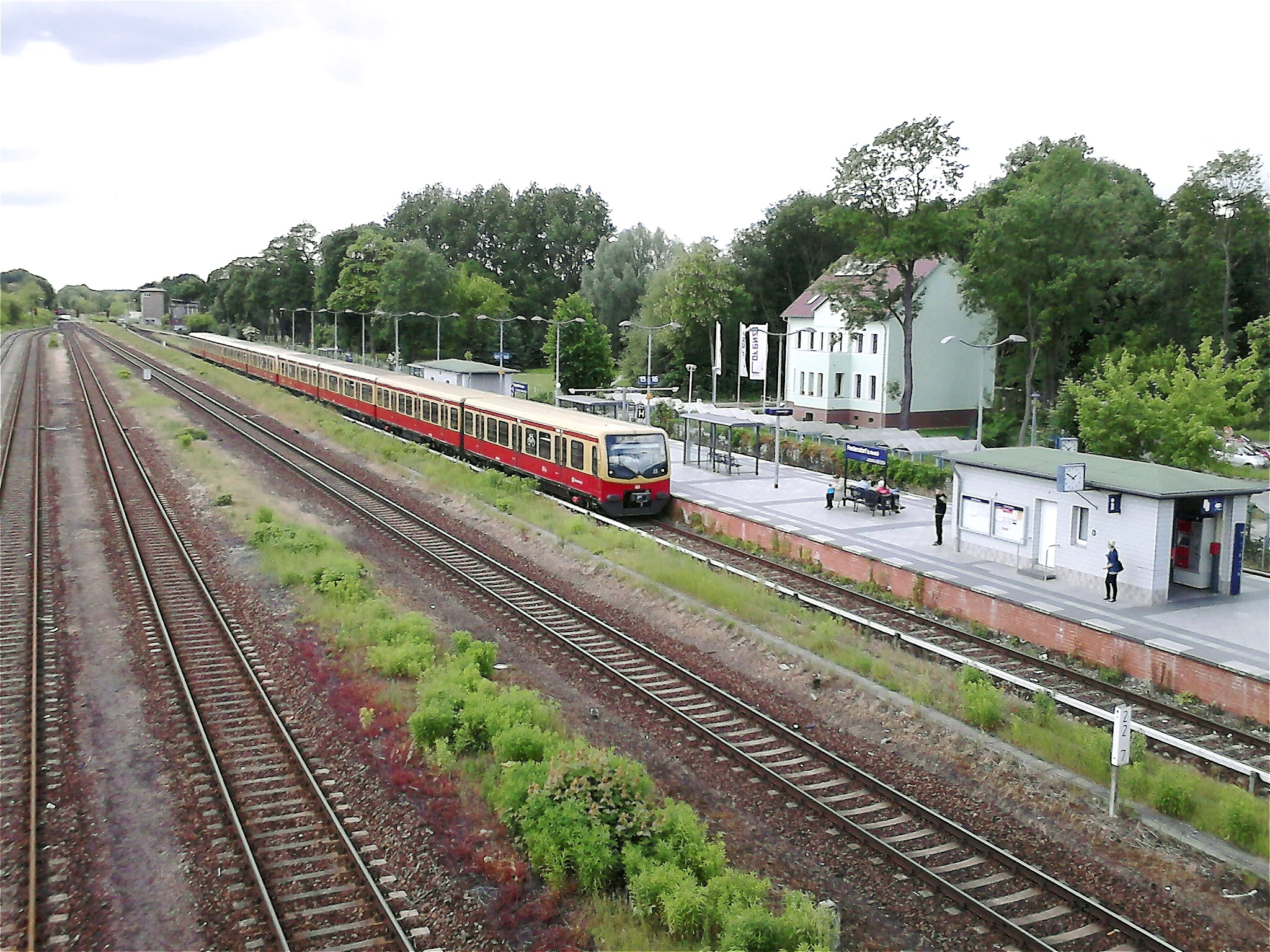
Fern- und S-Bahn-Gleise (rechts) im Bahnhof Fredersdorf

Zwischen Berlin Ostbahnhof und Strausberg verläuft parallel zu den Fernbahnanlagen eine S-Bahn-Strecke mit separaten Gleisen. Die S-Bahn-Gleise liegen von der Stadtbahn kommend bis zum Biesdorfer Kreuz auf der südlichen Seite der Fernbahngleise, danach auf der nördlichen. Bis Hoppegarten ist die S-Bahn-Strecke zweigleisig, weiter bis Strausberg eingleisig mit einer Kreuzungsmöglichkeit in Fredersdorf.
Bis in die 2010er Jahre fädelten die S-Bahn-Strecke nach Strausberg und Erkner am Ostkopf des Ostbahnhofs aus und verliefen bis hinter den Bahnhof Ostkreuz parallel zueinander. Östlich des Bahnhofs Warschauer Straße zweigten die Strecken zur südlichen und (bis 2006) zur nördlichen Ringbahn ab.
Nach dem Umbau des Bahnhofs Ostkreuz werden die Bahnsteige der S-Bahn im Richtungsbetrieb bedient. Die nördlichen zwei Gleise zwischen Ostbahnhof und Ostkreuz dienen den Zügen in Richtung Innenstadt, das südliche Gleispaar den stadtauswärts fahrenden Zügen. Die S-Bahn-Strecke nach Strausberg zweigt seit dem Umbau östlich der Bahnsteige im Bahnhof Ostkreuz von denen der Strecke nach Erkner ab.
Östlich des Bahnhofs Lichtenberg liegt die S-Bahn-Betriebswerkstatt Friedrichsfelde. Im Bereich des Biesdorfer Kreuzes wechseln die S-Bahn-Gleise von der Süd- auf die Nordseite der Fernbahngleise. Hier zweigt die S-Bahn-Strecke in Richtung Ahrensfelde ab. Vor dem erst nach 1990 eröffneten Haltepunkt Birkenstein wird die Landesgrenze zwischen Berlin und Brandenburg überquert. Ab Hoppegarten ist die S-Bahn-Strecke eingleisig. Über Neuenhagen, Fredersdorf und Petershagen Nord wird der Bahnhof Strausberg erreicht. Die S-Bahn-Verbindung führt von hier weiter über die Bahnstrecke Strausberg–Strausberg Nord nach Strausberg Nord.

### Denkmalschutz

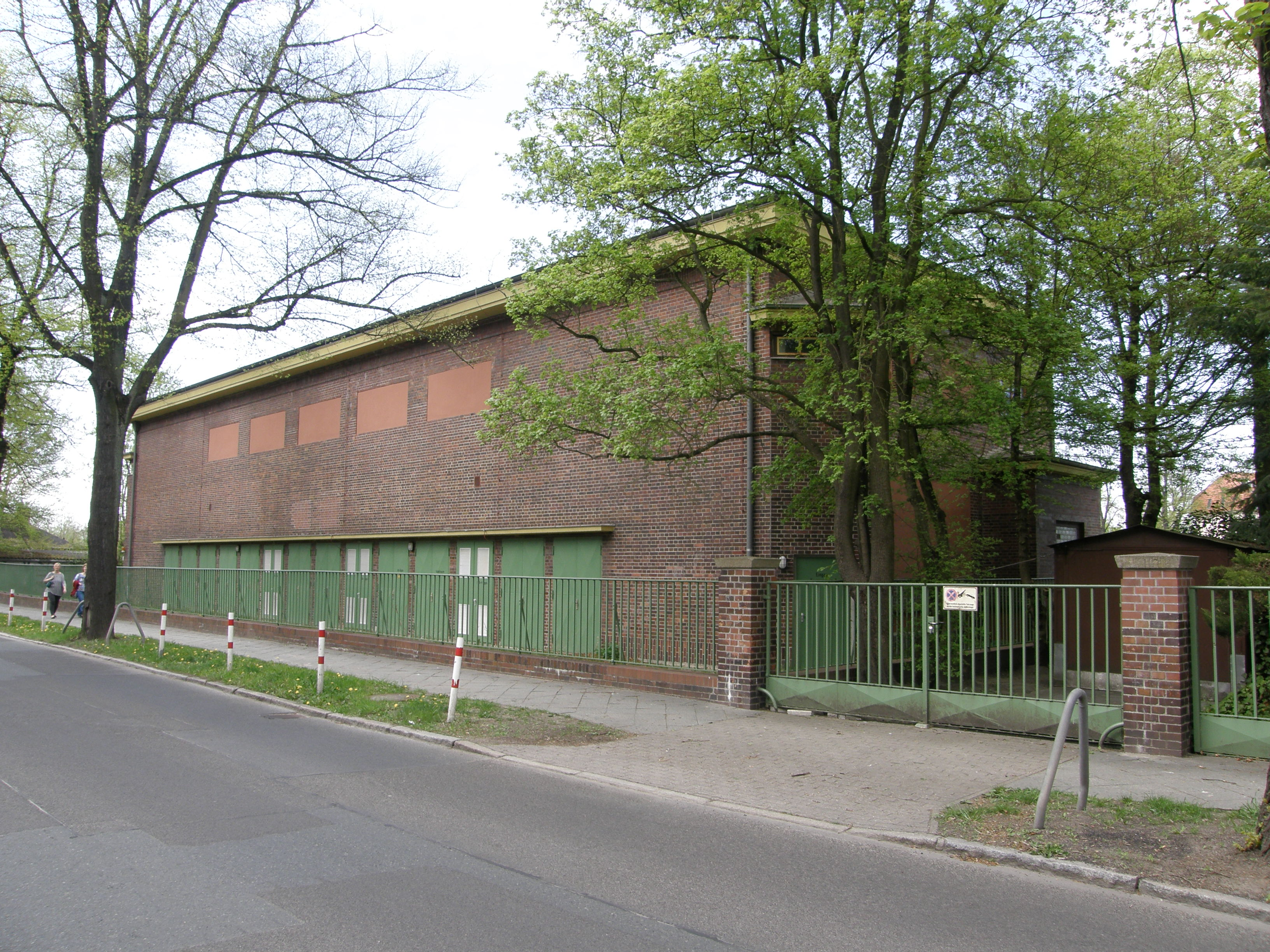
Denkmalgeschütztes S-Bahn-Gleichrichterwerk in Kaulsdorf

Folgende Objekte an der Strecke stehen auf der Denkmalliste der Länder Berlin und Brandenburg:
- Der Bahnhof Berlin Ostkreuz stand als Gesamtanlage unter Denkmalschutz. Dazu gehörten u. a. die Bahnsteige mit Bahnsteigstützen, Warte- und Diensthäuschen und die Fußgängerbrücke.[50] Nach dem Umbau in der zweiten Hälfte der 2010er Jahre ist davon nichts erhalten. Einige Gestaltungselemente auf den Bahnsteigen sind an die historischen Vorbilder angelehnt. Auch die neugebaute Fußgängerbrücke orientiert sich an den Formen der alten Brücke. Denkmalgeschützt sind außerdem einige Bauten im Umfeld. Dazu zählt ein Eisenbahnerwohnhaus auf der nördlichen Seite (Ostbahn) sowie ein weiteres Wohnhaus, ein Wasserturm und ein Umspannwerk für die S-Bahn auf der Südseite (Schlesische Bahn).
- Der größte Teil der denkmalgeschützten Bauten im S-Bahn-Betriebswerk Berlin-Friedrichsfelde stammt aus den 1950er Jahren, in Teilen von der Erstbebauung aus dem Jahr 1905.[51]
- Das Gleichrichterwerk für die S-Bahn am Wilhelmsmühlenweg in Kaulsdorf wurde 1927 von Richard Brademann gebaut.[52]
- Der Bahnhof Berlin-Mahlsdorf mit Bahnhofsgebäude, Bahnsteigüberdachung und S-Bahn-Brücke steht als Gesamtanlagen unter Denkmalschutz. Die Anlagen stammen aus der Zeit des Bahnhofsumbaus von 1926 bis 1931 im Zusammenhang mit dem Bau der S-Bahn-Strecke.[53]
- In Hoppegarten sind die Anlagen des Kaiserbahnhofs, bestehend aus Empfangsgebäude, Aufsichtsgebäude, Bahnsteig und gepflastertem Vorplatz denkmalgeschützt. Sie stammen aus den letzten Jahren des 19. Jahrhunderts und dienten dem Kaiser und seinem Hofstaat bei Besuchen auf der nahen Rennbahn.[54]
- Die Bahnhofsanlage Müncheberg besteht aus Empfangsgebäude, Vorplatz, Bahnsteig, Stellwerk, Signalbrücke und mehreren Wohn- und Wirtschaftsbauten. Das Empfangsgebäude ist eins der wenigen original erhalten aus der Zeit des Streckenbaus.[55]

## Personenverkehr
Im Jahr der Streckeneröffnung verkehrten drei durchgehende Zugpaare am Tag von Berlin nach Ostpreußen über die Strecke, hinzu kam ein Zugpaar zwischen Berlin und Landsberg/Warthe. In der Folgezeit nahm das Zugangebot sowohl im Fern- als auch im Nahverkehr vor allem im Berliner Raum deutlich zu.
Bis zum Umbau der Gleisanlagen im Bereich Stralau-Rummelsburg zur Wende zum 20. Jahrhundert fuhren die Vorortzüge der Ostbahn auf die Stadtbahnferngleise. Eine Verbindung von den Stadtgleisen der Stadtbahn zur Ostbahn bestand nicht. Etwas über 20 Vorortzüge verkehrten 1895 pro Tag von der Stadtbahn bis Strausberg und etwa genauso viele bis Lichtenberg.

Vorortbahnhof Mahlsdorf um 1910

Im Jahr 1914, vor dem Ersten Weltkrieg verkehrten über die Strecke
- je nach Verkehrstag bis zu zwölf Schnellzugpaare nach Ostpreußen oder Warschau, die aber nicht zwischen Berlin und Cüstrin hielten
- zehn bis zwölf Personenzugpaare zwischen Berlin und Cüstrin, teilweise weiterlaufend
- ein bis zwei Verstärkerzüge bis Dahmsdorf-Müncheberg
- etwa zwei Vorortzüge pro Stunde zwischen Berlin und Strausberg (bis Kaulsdorf über die VnK-Strecke)
- etwa zwei Stadtbahnzüge bis Kaulsdorf, bis Lichtenberg-Friedrichsfelde deutlich mehr.
- 16–18 Zugpaare nach Werneuchen, die bis Lichtenberg das alte Ferngleis der Ostbahn nutzten

1939, vor dem Zweiten Weltkrieg fuhren über die Strecke
- 13 bis 15 Schnell- und Eilzugpaare am Tag
- etwa zehn Personenzugpaare durchgehend zwischen Berlin und Küstrin, teilweise weiter
- eine Reihe von Verstärkerzügen zwischen Berlin/Strausberg und Rehfelde, Dahmsdorf-Müncheberg oder Trebnitz
- halbstündliche Züge zwischen Berlin und Strausberg über die VnK-Strecke, dazu einige Verstärkerleistungen
- S-Bahnen alle zehn Minuten bis Berlin-Mahlsdorf
- 18 Zugpaare und einige Feiertagsverstärker auf dem Ferngleis bis Lichtenberg und weiter in Richtung Werneuchen

Nach dem Zweiten Weltkrieg verlor die Strecke im Personenverkehr erheblich an Bedeutung. Der grenzüberschreitende Personenverkehr wurde eingestellt, Fernzüge verkehrten nicht mehr über die Strecke. Auch die Personenzüge der Wriezener Bahn begannen erst in Lichtenberg, die der Ostbahn in der Regel erst in Strausberg.
Während der 1970er und 1980er Jahre verkehrten zwischen Müncheberg und Kietz zwischen fünf und sieben Reisezugpaare am Tag, zwischen Strausberg und Müncheberg etwa doppelt so viel. Hinzu kamen S-Bahnen alle 20 Minuten bis Strausberg, bis Mahlsdorf (im Berufsverkehr bis Hoppegarten) alle 10 Minuten. Außerdem gab es Berufsverstärkerzüge bis Mahlsdorf und westlich von Friedrichsfelde Züge der Linien in Richtung Ahrensfelde und Wartenberg. Das Angebot im S-Bahn-Verkehr hat sich seitdem bis heute nur wenig geändert.

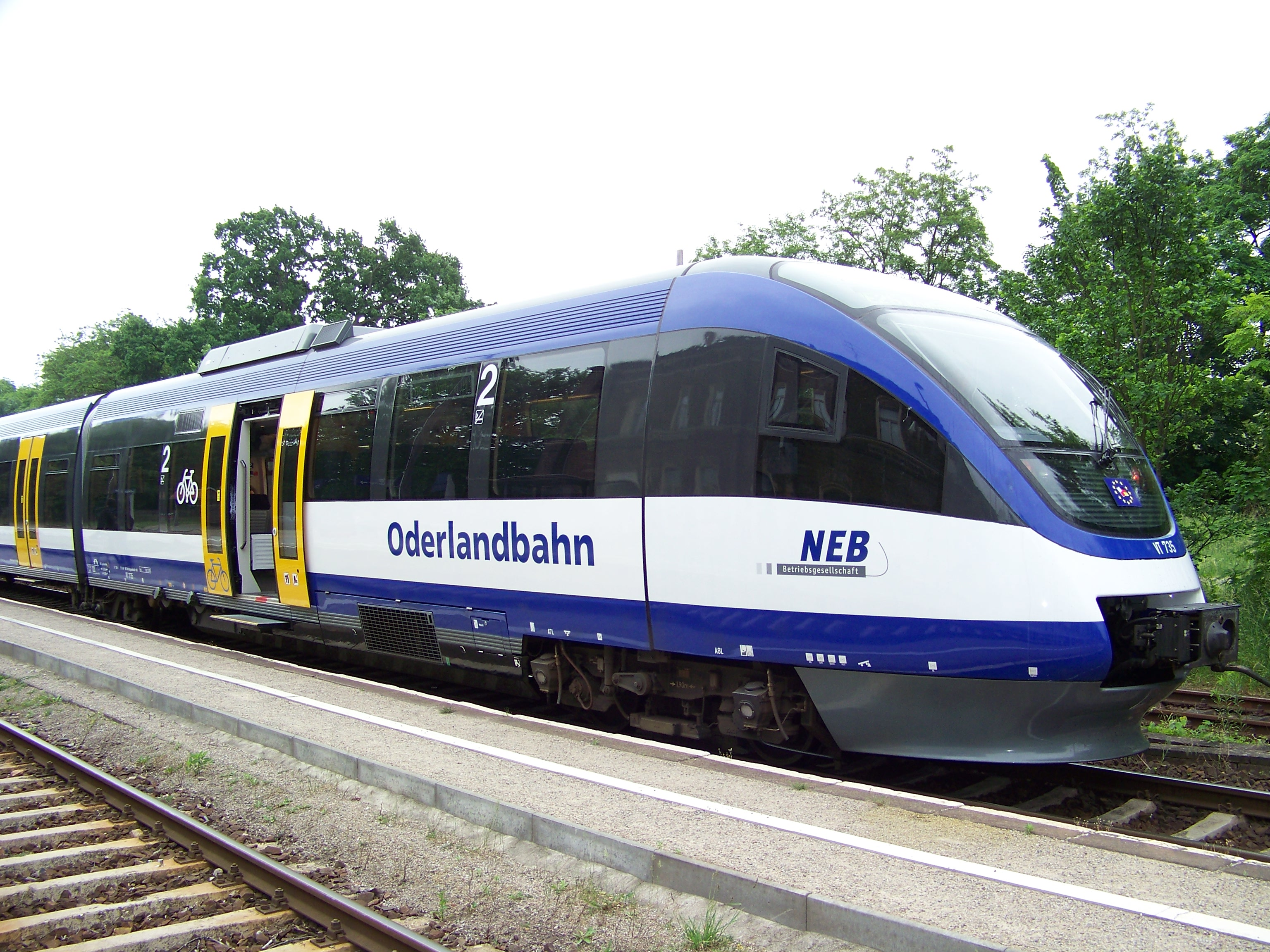
Triebwagen der Oderlandbahn in Seelow-Gusow

Ab dem 28. Mai 1994 waren neben fünf Nahverkehrszügen drei Eilzugpaare zwischen Berlin-Lichtenberg und Kostrzyn unterwegs, zwei Eilzugpaare fuhren davon weiter bis Gorzów Wielkopolski. Der Verkehr wurde 1995 vertaktet, zwischen Berlin und Kostrzyn fuhren alle zwei Stunden Züge, bis Müncheberg stündlich. Der Stundentakt wurde 1996 bis Seelow-Gusow ausgeweitet. Zum Einsatz kamen Mitte der 1990er Jahre überwiegend lokbespannte Züge, vor allem mit Lokomotiven der Baureihe 232/234 bespannt. Zwischenzeitlich wurden 1995/96 Dieseltriebwagen der Baureihe 628 eingesetzt.
Nach 2000 gab es einen durchgehenden Stundentakt mit Regionalbahnen der Linie RB 26 zwischen Berlin-Lichtenberg und Kostrzyn mit täglich 17 Zugpaaren. Diese Linie wurden 2006 von der Niederbarnimer Eisenbahn Betriebsgesellschaft (NEB) unter dem Markennamen „Oderlandbahn“ übernommen und wurde 2018 in Berlin bis zum Bahnhof Berlin Ostkreuz verlängert. Seit August 2020 beginnt und endet jeder zweite Zug der RB 26 wieder in Berlin-Lichtenberg, um die Wendezeit von 5 auf 14 Minuten zu erhöhen und so die Betriebsstabilität zu verbessern. Zwischen Lichtenberg und Ostkreuz muss seitdem wieder alle zwei Stunden die S-Bahn genutzt werden.
Regelmäßigen Fernverkehr gab es nur im Fahrplanjahr 2008/09, als ein Nachtzug Berlin–Warschau über die Strecke fuhr. Gelegentlich wird die Strecke im Umleiterverkehr bei Sperrungen zwischen Berlin und Frankfurt (Oder) genutzt.